# The Dark Crystal
The Dark Crystal — графическая приключенческая игра, основанная на фэнтезийном фильме Джима Хенсона 1982 года «Тёмный кристалл». Игра была разработана Робертой Уильямс и опубликована под маркой SierraVenture в 1983 году под названием Hi-Res Adventure #6: The Dark Crystal. Это первое «приключение в высоком разрешении», выпущенное в рамках линейки SierraVenture. Предыдущие игры были выпущены под более ранними названиями, а затем переизданы в рамках SierraVenture. Альтернативная версия игры для юных игроков под названием Gelfling Adventure была выпущена в 1984 году.
В Японии игра была портирована на домашние компьютеры FM-7, NEC PC-8800 и NEC PC-9800 компанией StarCraft.

## Игровой процесс
Действие The Dark Crystal происходит в Тра, мире с тремя солнцами. Каждую тысячу лет три солнца сходятся в событии, известном как «Великое соединение». Игрок управляет Джен, гелфлингом. Двум душам суждено сразиться, чтобы раскрыть секреты своего прошлого. Судьба одного воина находится в руках тиранического злодея, одержимого разрушением.

## Разработка
Роберте Уильямс потребовалось чуть больше месяца, чтобы разработать дизайн игры, который затем был передан программистам и художникам.
В игре нет музыки, одиночный звуковой сигнал используется для предупреждения о том, что нельзя выполнить никаких действий, кроме клавиши возврата, и двойной звуковой сигнал, если в это время используется другая команда.

## Прием
Журнал Softline в 1983 году написал, что «в каком-то смысле это лучше, чем фильм», заявив, что «тонкая история „Темного кристалла“, которая не смогла хорошо послужить фильму, является сравнительно лучшим материалом в игре», и назвала графику «восхитительной». Игра получила Почётную грамоту в категории «Лучшее компьютерное приключение 1984 года» на 5-й ежегодной премии Arkie Awards.